# IAR 12
Lo IAR 12 fu un aereo da caccia monomotore monoplano ad ala bassa sviluppato dall'azienda aeronautica rumena Industria Aeronautică Română (IAR) negli anni trenta e rimasto allo stadio di prototipo.

## Storia del progetto
Nei primi anni trenta l'ingegnere Elie Carafoli decise di sfruttare l'esperienza acquisita nello sviluppo del precedente CV 11 progettando un velivolo caratterizzato da un'impostazione classica, monomotore monoplano ad ala bassa con carrello fisso.
Il prototipo, realizzato nel 1932 ed al quale venne assegnata la designazione IAR 12, venne equipaggiato con un motore Lorraine-Dietrich 12 Eb da 450 CV (331 kW) ed armato con una coppia di mitragliatrici Vickers calibro 7,7 mm.
Venne portato in volo per la prima volta nel corso dello stesso anno ma, a causa delle sue prestazioni ritenute non soddisfacenti, venne accantonato per sviluppare un nuovo modello, lo IAR 13.

## Tecnica
Lo IAR 12 era un velivolo dall'aspetto moderno, realizzato in tecnica mista, benché fosse ancora prevalente l'uso del legno, e che adottava la configurazione alare monoplana.
La fusoliera, costituita da elementi strutturali in duralluminio integrati in legno di pino, era caratterizzata dall'unico abitacolo aperto destinato al pilota protetto da un minuscolo parabrezza. Posteriormente terminava in un impennaggio classico monoderiva che integrava i piani orizzontali controventati.
L'ala, a pianta rastremata e montata bassa sulla fusoliera, era realizzata in tre sezioni con struttura bilongherone irrigidita con elementi in pino ed integrava i due alettoni presenti su ogni semiala.
Il carrello d'atterraggio consisteva in una semplice configurazione biciclo anteriore, con le gambe di forza ammortizzate con elementi in gomma, che collegavano le due ruote carenate alla superficie inferiore delle semiali, ed integrato posteriormente con un pattino d'appoggio posizionato sotto la coda.
La propulsione era affidata ad un motore Lorraine-Dietrich 12 Eb, un motore 12 cilindri a W raffreddato a liquido in grado di erogare una potenza pari a 450 CV (331 kW) posizionato all'apice anteriore della fusoliera, racchiuso in un cofano ed abbinato ad un'elica bipala.